# フレディ・フランシス
フレディ・フランシス（Freddie Francis, 本名: フレデリック・ウィリアム・フランシス、Frederick William Francis, 1917年12月22日 - 2007年3月17日）は、イギリス・ロンドン出身の撮影監督、映画監督。息子のケヴィン・フランシスも映画プロデューサー。
撮影監督のほか、1960年代から1970年代までアミカス・プロダクションやハマー・フィルム・プロダクションのカルト的ホラー映画を監督した事でも有名。
『息子と恋人』で第33回、『グローリー』で第62回のアカデミー撮影賞をそれぞれ受賞した。
2007年3月17日、脳梗塞による合併症のため死去。89歳。

## 主な作品

### 撮影
- 非情の時 Time Without Pity (1957)
- 年上の女 Room at the Top (1959)
- ヴァージン・アイランド Virgin Island (1959)
- 息子と恋人 Sons and Lovers (1960) アカデミー撮影賞受賞
- 土曜の夜と日曜の朝 Saturday Night and Sunday Morning (1960)
- 回転 The Innocents (1961)
- エレファント・マン The Elephant Man (1980)
- フランス軍中尉の女 The French Lieutenant's Woman (1981)
- デューン/砂の惑星 Dune (1984)
- オズ Return to Oz (1985)
- コードネームはエメラルド Code Name: Emerald (1985)
- マイフレンド，クララ Clara's Heart (1988)
- 彼女のアリバイ Her Alibi (1989)
- ブレンダ・スター Brenda Starr (1989)
- グローリー Glory (1989) アカデミー撮影賞受賞
- マン・イン・ザ・ムーン/あこがれの人 The Man in the Moon (1989)
- ケープ・フィアー Cape Fear (1991)
- 青春の輝き School Ties (1992)
- プリンセス・カラブー Princess Caraboo (1994)
- レインボー Rainbow (1995)
- ストレイト・ストーリー The Straight Story (1999)

### 監督
- レッツ・ゴー物語 Two and Two Make Six (1961)
- 人類SOS! The Day of the Triffids (1962) ※クレジットなし
- フランケンシュタインの怒り The Evil of Frankenstein (1963)
- 恐怖の牝獣 Nightmare (1964)
- テラー博士の恐怖 Dr.Terror's House of Horrors (1965)
- がい骨 The Skull (1965)
- 宇宙からの侵入者 They Came From Beyond Space (1967)
- 残酷の沼 Torture Garden (1967)
- 帰って来たドラキュラ Dracula Has Risen from the Grave (1968)
- 地底の原始人・キングゴリラ Trog (1970)
- 魔界からの招待状 Tales from the Crypt (1972)
- ゾンビ襲来 The Cleeping Flesh (1973)
- 異界への扉 Tales That Witness Madness (1973)
- ドラキュラ二世 Son of Dracula (1974)
- ブラッディ/ドクター・ローレンスの悲劇 The Ghoul (1975)
- 娼婦と狼男 Legend of the Werewolf (1975)
- 黄金のランデブー Golden Rendezvous (1977) ※クレジットなし
- 贖われた7ポンドの死体 The Doctor and the Devils (1985)
- ゴーストインフェルノ Dark Tower (1987) ※ケン・バーネット名義で